# Église Saint-Pierre de Curtil-sous-Burnand
Pour les articles homonymes, voir Église Saint-Pierre.
L'église Saint-Pierre est une église catholique située à Curtil-sous-Burnand, en France.

## Description
Est notamment visible à l'intérieur de l'église une œuvre de l'artiste Michel Bouillot : un autel datant de 1994 initialement réalisé pour l'église de Saint-Clément-sur-Guye.

## Protection
L'édifice est inscrit au titre des monuments historiques en 1993.

## Culte
Édifice consacré du diocèse d'Autun relevant de la paroisse Saint-Louis-entre-Grosne-et-Guye (siège à Saint-Gengoux-le-National) – qui en est affectataire au titre de la loi de 1905 –, l'église de Curtil-sous-Burnand est, plusieurs siècles après sa construction, un lieu de culte catholique.